# چرمیسینو
چرمیسینو (به لاتین: Cheremisino) یک منطقهٔ مسکونی در روسیه است که در استان آمور واقع شده‌است.